# Judith Green
Pour les articles homonymes, voir Judith Green (homonymie) et Green.
Judith Green (née le 5 août 1947) est une médiéviste britannique, spécialiste de l'histoire de l'Angleterre et de la Normandie entre le Xe et le XIIIe siècle.
Diplômée du King's College de Londres et du Somerville College d'Oxford, Judith Green fut notamment professeur d'histoire médiévale à l'université Queen's de Belfast et professeur émérite à l'université d'Édimbourg.

## Publications sélectives
- The Government of England Under Henry I, Cambridge University Press, 1986.
- The Aristocracy of Norman England, Cambridge University Press, 1997.  (ISBN 0521335094)
- Henry I : King of England and Duke of Normandy, Cambridge University Press, 2006.  (ISBN 0521591317)